# Cumella alveata
Cumella alveata är en kräftdjursart som beskrevs av Gamo 1964. Cumella alveata ingår i släktet Cumella och familjen Nannastacidae. Inga underarter finns listade i Catalogue of Life.